# Schoolplein (Acda en De Munnik)
Schoolplein is een single van Acda en De Munnik uit 2000. Het nummer werd gelijktijdig uitgebracht met het nummer Kees. Het nummer gaat over een jongen die geen fijn leven heeft.
Het nummer haalde de Nederlandse Top 40 niet, het kwam op plek 5 in de Tipparade.